# Средиземноморский диалог
Инициатива Средиземноморский диалог, впервые запущена в 1994 году, — это форма сотрудничества между НАТО и семью странами Средиземноморья. Провозглашенная цель — это «создание хороших отношений и лучшего взаимного понимания и уверенности во всем регионе, продвижения региональной безопасности и стабильности и объяснения политики и целей НАТО».
Инициатива отражает взгляды НАТО, что безопасность в Европе связана с безопасностью и стабильностью в Средиземноморье. Кроме того, она усиливает и дополняет такие формы сотрудничества как Средиземноморский союз и Средиземноморская инициатива ОБСЕ.
Средиземноморский диалог по структуре является преимущественно двусторонним (формат НАТО+1), однако позволяет регулярные встречи в многостороннем формате (НАТО+7).
В целом, события в рамках Средиземноморского диалога финансируются сторонами самостоятельно. Однако, страны-участники НАТО согласились рассматривать вопрос о финансовой помощи для Средиземноморским партнёрам для участия в Диалоге. Недавно был принят ряд мер для стимулирования сотрудничества, в том числе пересмотр политики финансирования Диалога, которая теперь позволяет НАТО финансировать до 100% расходов стран Диалога на участие в мероприятиях в рамках Диалога и распространение механизмов Трастового Фонда НАТО /Партнёрство во имя мира» на страны Диалога.

## Участники
Средиземноморский диалог был начат с пятью странами бассейна, но позже присоединились ещё две.
- Алжир  (присоединился в марте 2000)
- Египет  (присоединился в феврале 1995)
- Израиль  (присоединился в феврале 1995)
- Иордания  (присоединилась в ноябре 1995)
- Мавритания  (присоединилась в феврале 1995)
- Марокко  (присоединился в феврале 1995)
- Тунис  (присоединился в феврале 1995)

### Ливия
На Чикагском саммите 2012 года, главы стран НАТО выпустили декларацию, в которой отмечалось, что они «будут рады видеть» Ливию партнёром НАТО «если она того желает», в рамках Средиземноморского диалога. Ливия пока ответа не предоставила.

## Ключевые принципы
Ключевые принципы запуска и дальнейшего успешного развития Средиземноморского диалога:
- Не-дискриминация: всем Средиземноморским партнёрам предложена одинаковая основа кооперации с НАТО.
- Самовыражение, которое позволяет индивидуальный подход к особым потребностям каждой из стран Диалога. В частности, индивидуальные программы сотрудничества (ниже) позволяют заинтересованным странам Диалога и НАТО очертить их практическое сотрудничество более конкретно, что позволяет заинтересованным странам определить основные кратко - и долгосрочные цели их сотрудничества с НАТО, согласованные с политиками и целями НАТО в Средиземноморском диалоге.
- Инклюзивность: все страны диалога должны считать себя участниками («акционерами») совместных коллективных усилий.
- Двустороннее привлечениеСредиземноморский диалог — это «двустороннее партнерство», когда НАТО рассчитывает на участие партнёров для достижения успеха, через постоянный процесс консультаций и особый упор на практической кооперации.
- Не-навязывания: Партнеры НАТО по Диалогу могут свободно выбирать скорость и глубину своего сотрудничества с НАТО, сам Альянс не желает им ничего навязывать.
- Комплементарное и взаимное усиление: усилия Средиземноморского диалога и других международных институтов в регионе по природе комплементарные и инициативы усиливают друг друга, например такие как «Средиземноморский союз» ЕС, «Средиземноморская инициатива» ОБСЕ или «Пять плюс Пять».
- Разнообразие: Средиземноморский диалог уважает и принимает во внимание особые региональные, культурные и политические контексты партнёров.

## Индивидуальная программа сотрудничества
НАТО и Израиль 16 октября 2006 года создали первую Индивидуальную программу сотрудничества (ИПС) в рамках усиленного диалога, по которой Израиль должен был принимать участие в морской операции НАТО «Активные усилия». ИПС включает много направлений совместных интересов, например, борьба с терроризмом и совместные военные учения в Средиземном море. Позже были подписаны такие ИПС с Египтом (2007 год) и Иорданией (2009 год). НАТО ожидает, что с другими странами Средиземноморского диалога такие программы будут подписаны в будущем.